# Campo Grande (Campinas)
Campo Grande é um distrito pertencente ao município de Campinas, no estado de São Paulo. Criado por plebiscito no ano de 2015, fica a 15 km do centro (a entrada da região) e tem a Rodovia dos Bandeirantes como limite com o município de Campinas e o Rio Capivari como limite com distrito de Ouro Verde, também criado em 2015. É o segundo distrito mais populoso, ficando atrás de Ouro Verde, e atualmente residem 190 mil habitantes em 90 bairros espalhados principalmente ao longo da Avenida John Boyd Dunlop no distrito.
O distrito, também conhecido como "Região do Campo Grande", é um dos locais mais populosos da cidade, estando nele o Residencial São Luiz, bairro de maior densidade demográfica da cidade: 12 908 hab./km². O Campo Grande conta com dois terminais de ônibus próprios, , e apesar das esparsas e recentes melhorias alguns bairros carecem de serviços públicos, infraestrutura e saneamento básico.

## História
Campo Grande, na região sudoeste da cidade, surgiu a partir da década de 1950. O crescimento aconteceu sem planejamento e infraestrutura adequados. Com forte influência da especulação imobiliária, a maioria dos bairros foi construída para atrair investidores, sem a presença de escolas, postos de saúde ou um sistema de transporte de qualidade. Ainda hoje existem bairros sem saneamento adequado ou asfalto. A discussão para a criação do distrito em Campinas começou em 2009, quando o Instituto Geográfico e Cartográfico (IGC) demonstrou a viabilidade de transformação da condição administrativa da região.

### Elevação a distrito

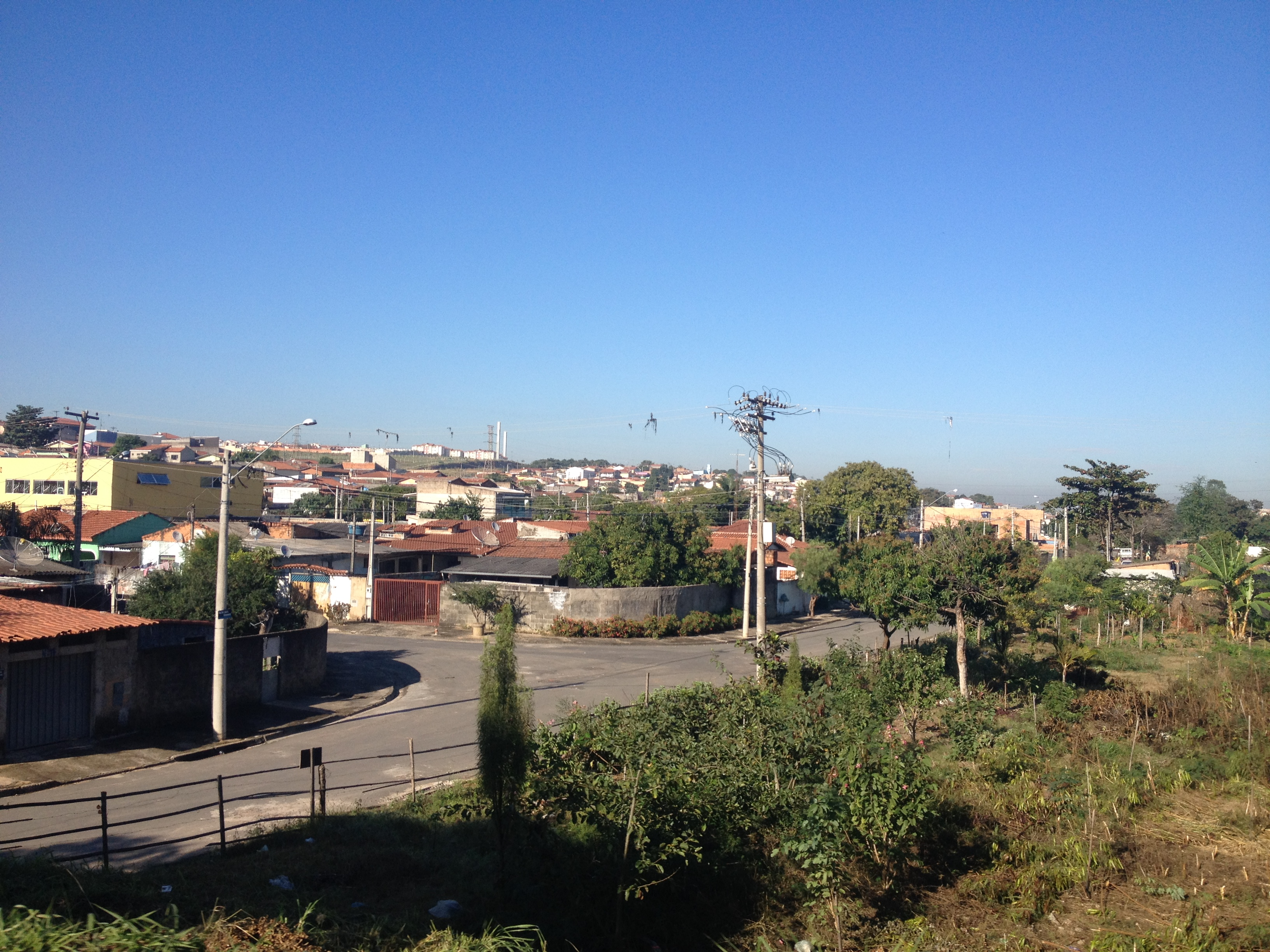
Jardim Florence.

O Tribunal Regional Eleitoral de São Paulo decidiu que a população de todo município de Campinas votaria pela criação ou não dos distritos do Campo Grande e do Ouro Verde em 5 de outubro de 2014, data do primeiro turno das eleições gerais para os cargos estaduais e federais. O resultado da eleição foi favorável à criação dos dois distritos, com 53,84% dos votos válidos favoráveis à criação do distrito do Campo Grande.

### Resultado eleitoral
| "Você é a favor da criação do distrito de Campo Grande?" | "Você é a favor da criação do distrito de Campo Grande?" | "Você é a favor da criação do distrito de Campo Grande?" |
| Resposta                                                 | Votos                                                    | %                                                        |
| -------------------------------------------------------- | -------------------------------------------------------- | -------------------------------------------------------- |
| Não                                                      | 248 963                                                  | 46,16%                                                   |
| Sim                                                      | 290 393                                                  | 53,84%                                                   |
| Votos em branco                                          | 57 765                                                   | 8,99%                                                    |
| Votos nulos                                              | 45 611                                                   | 7,10%                                                    |
| Votos válidos                                            | 539 356                                                  | 83,92%                                                   |
| Fonte:                                                   |                                                          |                                                          |

- Seções eleitorais: 2 170
- Eleitorado: 806 999
- Abstenção: 164 267 (20,36%)
- Comparecimento: 642 732 (79,64%)

### Legislação e Limites
O distrito foi oficialmente criado pela Lei municipal 15.058, de 10 de setembro de 2015, publicada na edição do dia seguinte do Diário Oficial do Município, promulgada pelo prefeito Jonas Donizette (PSB). Conforme o diploma legal, o distrito de Campo Grande está separado do distrito de Ouro Verde pelo Rio Capivari e do distrito-sede de Campinas pelo eixo da Rodovia dos Bandeirantes (SP-348), iniciando-se no cruzamento da rodovia com o rio até o divisor das bacias do Ribeirão Quilombo e do Rio Capivari.

## Geografia

### Bairros
1. Cidade Satélite Íris
2. Cidade Satélite Íris II
3. Cidade Satélite Íris III
4. Cidade Satélite Íris IV
5. Chácaras Bom Jesus do Pirapora
6. Chácaras Colina Verde
7. Chácaras Cruzeiro do Sul
8. Chácaras Maringá
9. Chácaras Marisa
10. Chácaras Morumbi
11. Chácaras Paraíso
12. Chácaras Primavera
13. Delta I
14. Fazenda Agropecuária Acácia
15. Fazenda Bela Aliança
16. Jardim Bassoli
17. Jardim Campina Grande
18. Jardim Campo Grande
19. Jardim Florence
20. Jardim Florence 2
21. Jardim Itacolomi
22. Jardim Liliza
23. Jardim Lisa
24. Jardim Maracanã
25. Jardim Marialva
26. Jardim Maringá
27. Jardim Marlene
28. Jardim Metanópolis
29. Jardim Nova Esperança
30. Jardim Novo Maracanã
31. Jardim Pampulha
32. Jardim Princesa D'oeste
33. Jardim Recreio Leblon
34. Jardim Rossin
35. Jardim Santa Clara
36. Jardim Santa Rosa
37. Jardim São Caetano
38. Jardim São Judas
39. Jardim São Judas Tadeu
40. Jardim Sul América
41. Núcleo Residencial Parque da Amizade
42. Parque Floresta
43. Parque Itajaí
44. Parque São Bento
45. Parque Valença I
46. Parque Valença II
47. Residencial Cosmos
48. Residencial Novo Mundo
49. Residencial Colina das Nascentes
50. Residencial São Luís
51. Residencial Sirius

## Galeria

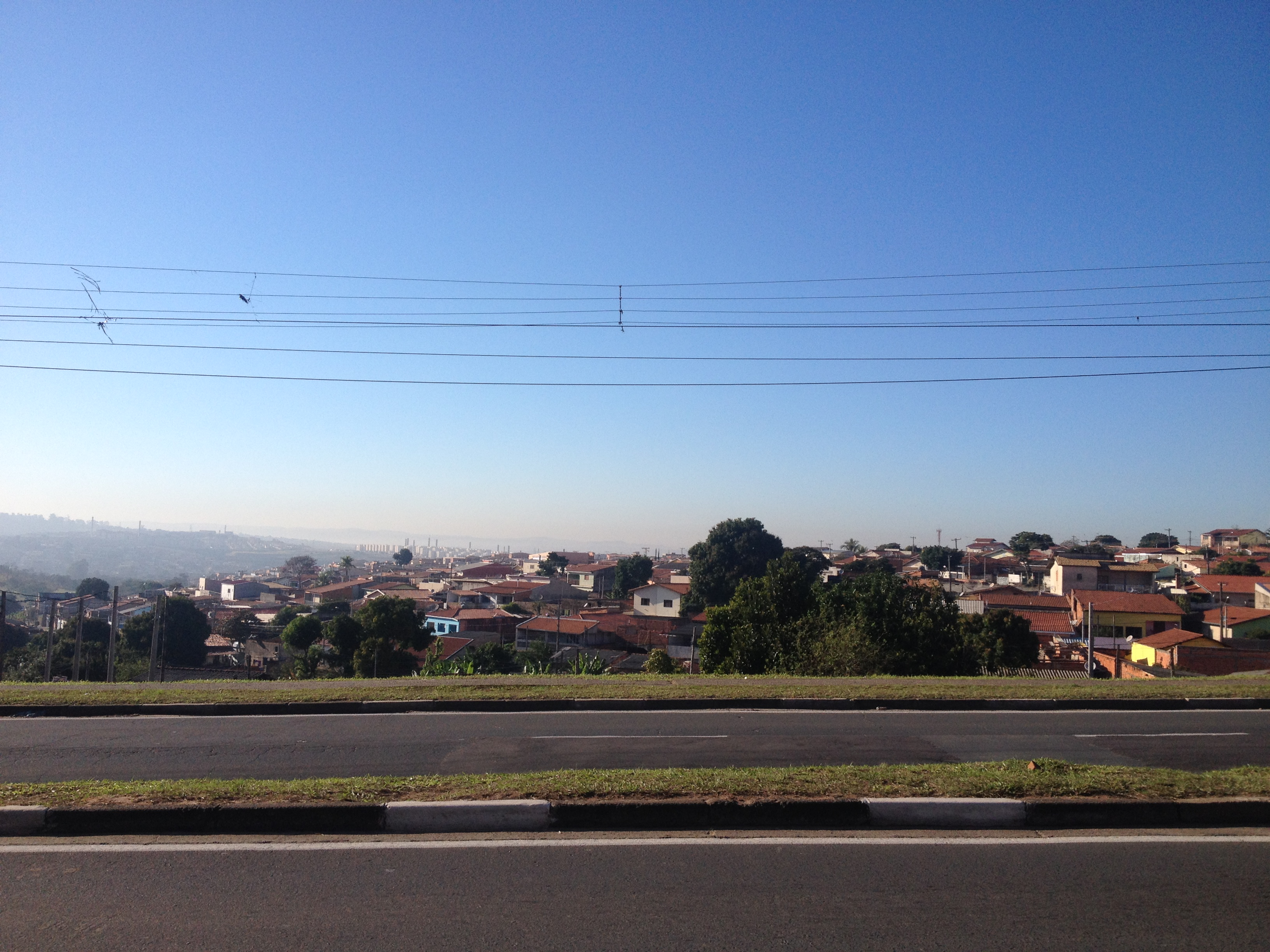
Jardim Novo Maracanã.
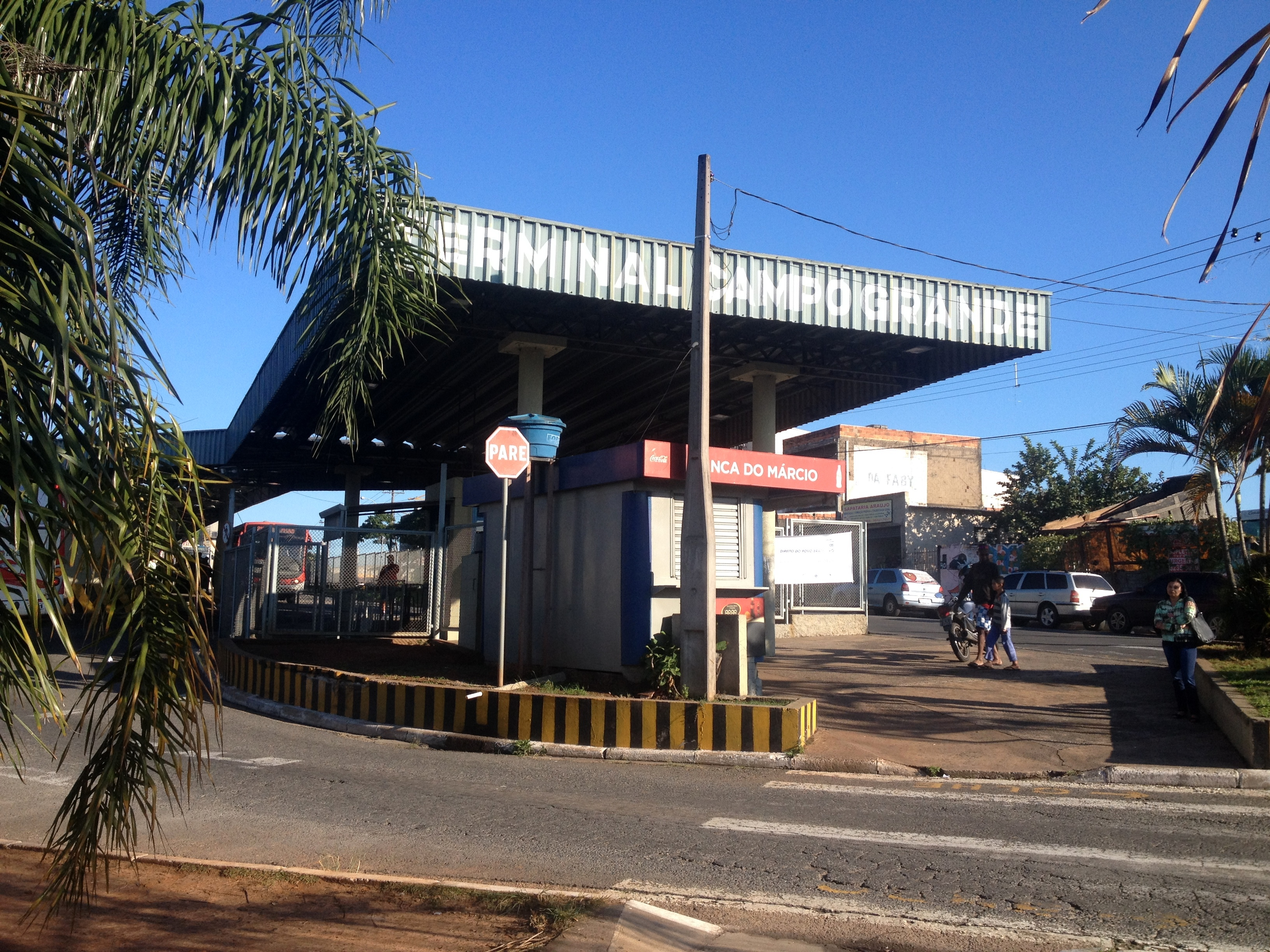
Entrada do Terminal Campo Grande.
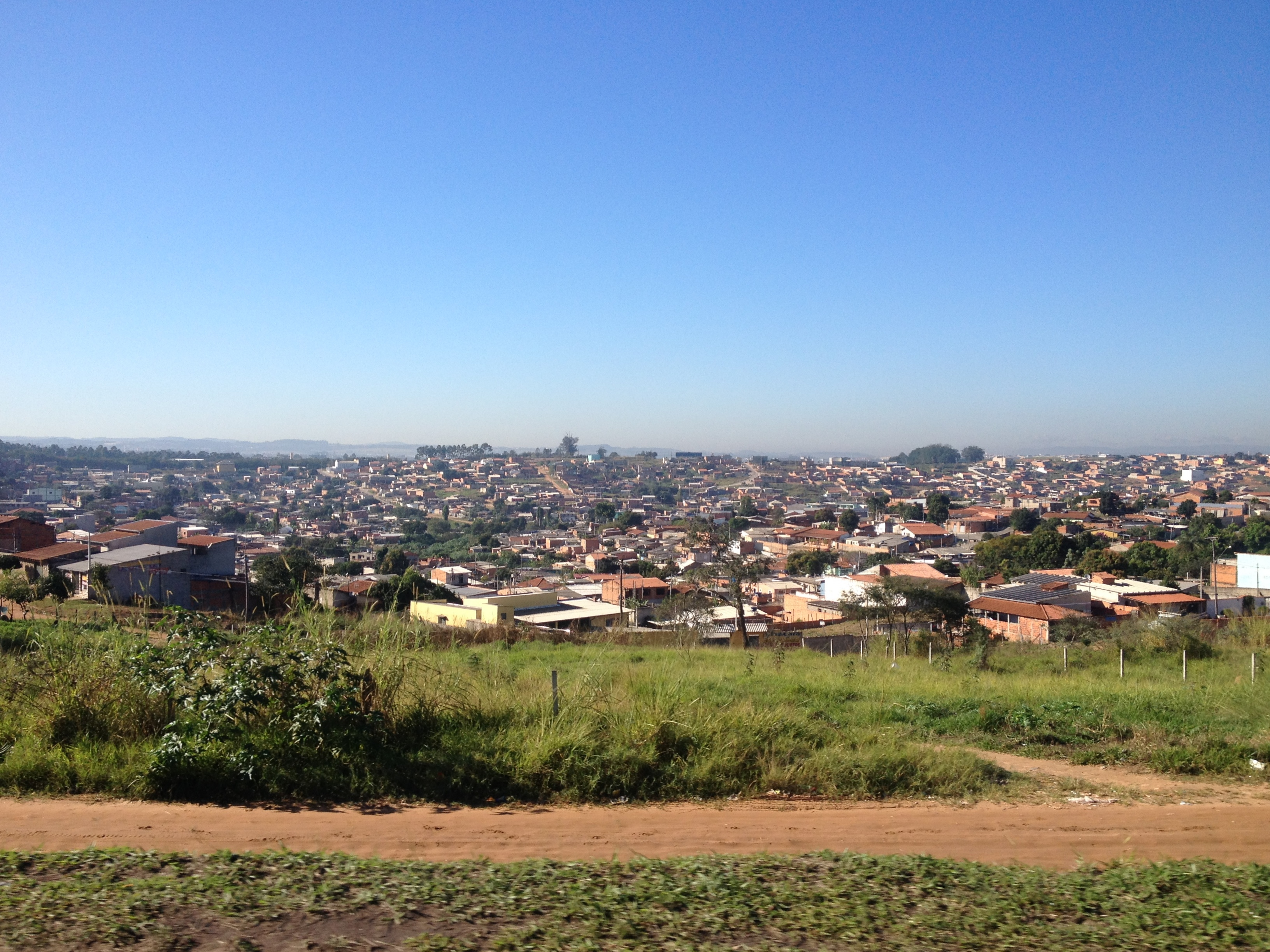
Cidade Satélite Íris.